# Petru de Pereny

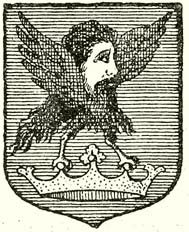
Blazonul nobiliar al familiei Perényi

Petru de Pereny (în maghiară Péter Perényi) (n. 1502 – d. 1548) a fost voievod al Transilvaniei între anii 1526-1529.